# ليتل فالس (نيويورك)
ليتل فالس (بالإنجليزية: Little Falls (town), New York)‏ هي بلدة أمريكية تقع في الولايات المتحدة في مقاطعة هيركايمر، نيويورك. يقدر عدد سكانها بـ 1,587 نسمة ومساحتها 58.5 كم2 و وترتفع عن سطح البحر 123 متر.

## أعلام
- جوستوس دي بارنز
- هنري بي. الكسندر